# Number Ones (DVD)
Number Ones је видео албум америчког текстописца и извођача Мајкла Џексона. Издат је на ДВД формату, 18. новембра 2003. године од стране Епик рекордса. Новембра 17. исте године, објављена је истоимена компилација Џексонових највећих хитова. „Number Ones“, четврти Џексонов ДВД албум, садржи петнаест музичких спотова које су режирали многи људи. Сви ти певачеви спотови су из периода између 1979. и 2001. године.
Значајнији спотови на диску, „Billie Jean“, „Beat It“ и „Thriller“, који су често приказивани на Музичкој телевизији током 1980-их, наводе се као трансформатори спотова из промоционалне алатке у уметничку форму. То исто важи и за „Black or White“ и „Scream“ који су такође били истакнути на каналима као што су МТВ током 1990-их. „Number Ones“ су похвалили савремени музички критичари и био је комерцијално успешан широм света. ДВД је заузимао прво место у Аустралији где је сертификован тридесет пута платинастим тиражом. У Сједињеним Америчким Државама је сертификован тринаест пута истим тиражом.